# Shipwrecked (film, 1911)
Pour plus de détails, voir Fiche technique et Distribution.
Shipwrecked est un film muet américain réalisé par Francis Boggs et sorti en 1911.

## Fiche technique
- Réalisation : Francis Boggs
- Scénario : Sydney Ayres
- Production : William Selig
- Date de sortie :  États-Unis : 22 septembre 1911

## Distribution
- Sydney Ayres
- Tom Santschi
- Al Ernest Garcia
- Frank Richardson
- Captain Vasquez
- Betty Harte
- Anna Dodge
- Elaine Davis